# 10P/Tempel
10P/Tempel, ook wel bekend als "Tempel 2" is een komeet in het zonnestelsel ontdekt door Ernst Wilhelm Leberecht Tempel op 4 juli 1873.
De diameter van de kern van de komeet is geschat op 10,6 km met een laag albedo van 0,022.
De meest interessante waarneming van de 10P/Tempel 2-komeet was in 1925, toen ze op 0,35 AE van de aarde passeerde met een lichtsterkte van 6,5 magnitude.
Omstreeks 3 augustus 2026 verwacht men opnieuw de komeet van dichtbij te kunnen zien (op rond 0,41 AE).